# دانیلا چیکارلی
دانیلا چیکارلی لیموس (پرتغالی: Daniella Cicarelli Lemos؛ زاده ۶ نوامبر ۱۹۷۸)، مُدل سابق لباس، و مجری شبکهٔ تلویزیونی ام‌تی‌وی برزیل است. او همسر سابق ستاره فوتبال برزیل، رونالدو بوده‌است.

## جنجال فیلم سکس وی در ساحل اسپانیا
در سپتامبر ۲۰۰۶ ویدئویی از رابطه جنسی چیکارلی با دوست پسرش در ساحل تاریفا در اسپانیا، به‌سیلهٔ پاپاراتزی میگوئل تمپانو و در برنامهٔ تلویزیون «Dolce Vita» در ایستگاه اسپانیایی تِلِسینکو منتشر شد. این ویدیو در سراسر اینترنت پخش شد. 

## فیلم شناسی
| سال     | عنوان               | کانال تلویزیون |
| ------- | ------------------- | -------------- |
| 2003    | Notícias de Biquíni | ام تی وی برزیل |
| 2004-05 | Dance o Clipe       | باند           |
| 2009-10 | صفر بالا            | باند           |